# Alansmia esquiveliana
Alansmia esquiveliana är en stensöteväxtart som först beskrevs av A.Rojas, och fick sitt nu gällande namn av A.Rojas. Alansmia esquiveliana ingår i släktet Alansmia och familjen Polypodiaceae. Inga underarter finns listade.